# Græsted
Græsted er en stationsby i Nordsjælland med 3.691 indbyggere  (2024) ligger i Græsted Sogn. Byen tilhører Region Hovedstaden og ligger i Gribskov Kommune. Den ældste bydel omkring kirken, gadekæret og kroen har landsbypræg, mens størstedelen af byen består af parcelhuskvarterer opført efter 1950.

## Etymologi
Græsteds oprindelige navn var Gresholdt, der betyder et sted med græs og skov. Gresholdt nævnes første gang i Esrum Klosterbog i 1299. Området hørte til Holbo Herred.

## Historie
Græsted bestod i 1682 af 7 gårde, 5 huse med jord og 9 huse uden jord. Det samlede dyrkede areal udgjorde 156,0 tønder land skyldsat til 49,86 tdr. hartkorn. Dyrkningssystemet var trevangsbrug.
Den 20. januar 1880 åbnede jernbanen mellem Græsted og Hillerød for offentlig drift. Banen var forsynet med telegrafledning, med telegrafapparater i Hillerød og Græsted. Anlæggelsen af jernbanen fik udviklingen i byen til at eskalere, med opførelse af postkontor, brugsforening, andelsmejeri, andelsbageri- og mølle, samt sparekasser og bank. Endelig betød det en egentlig industri med bl.a. teglværk, møbelfabrik, mostfabrik, trælasthandel og Græsted Betonvarefabrik. På uddannelsesområdet skete ligeledes en udvikling med opførelse af Teknisk Skole, Græsted skole og Alme skole i starten af forrige århundrede. Græsted var i en årrække den førende by i området.
Omkring århundredeskiftet blev byen beskrevet således: "Græsted med Kirke, Præstegd., Skole, 2 Gæstgiverier, Markeder (i April og Okt.), Andelsmejeri, Mølle, Købmandshandel, Bageri, Garveri, Dampuldspinderi, Stampeværk, Maskinværksted og 2 Farverier, Endestation paa Gribskovbanen".
Græsted har også tilnavnet »Den hellige stad«. Det skyldes, at byen har været præget af missionske vækkelser siden 1860'erne. Kirkelivet har således været med til at præge udviklingen i byen. Der er to missionshuse, en luthersk frimenighed, en folkekirke, en kristen friskole, to spejderorganisationer, en frikirke i den gamle Græsted Mostfabriks bygninger og Luthersk Missions eneste børnehave i Danmark.
Ved kommunesammenlægningen i 1970 skiltes Græsted-Mårum Kommune, så Græsted og Gilleleje blev lagt sammen til Græsted-Gilleleje Kommune. Mårum blev en del af Helsinge Kommune. Efter kommunalreformen i 2007, hvor Græsted-Gilleleje Kommune blev lagt sammen med Helsinge Kommune til Gribskov Kommune, ligner området geografisk det historiske Holbo Herred. Dog hører Nødebo sogn, som hørte til Holbo Herred, nu til Hillerød Kommune.
Siden 1960'erne er befolkningstallet fordoblet til godt 3.500 i dag. Det skyldes primært en vidstrakt udstykning af parcelhuse, så byen i dag har stor udstrækning.
I 2017 begyndte planlægning af en ny vej nord for Græsted.
Det var for at få en bedre trafikforbindelse til Gilleleje.

## Udvikling
Græsted er kendetegnet ved et rigt foreningsliv med mange arrangementer i løbet af året, som samler byens borgere. Eksempelvis afholdes der årligt juletræstænding, Sankt Hans fest i Folkeparken, torvedag samt Græsted Veterantræf.
Byen har en aktiv og initiativrig borgerforening, som i samarbejde med Gribskov Kommune gennemfører en række projekter til forskønnelse af byen, herunder etablering af torv, udviklingen af Folkeparken med stisystem, belysning, stor legeplads, multibane og udendørs fitnesscenter. Gribskov Kommune har bevilget 7,5 millioner kroner til byfornyelse af Græsted i perioden 2015-2019. 
Indbyggertallet i Græsted er voksende.

## Erhverv
Græsted er præget af mindre industrivirksomheder. I de seneste år er der kommet flere mindre industri, håndværk og lagervirksomheder specielt i den sydlige del, hvor industrikvarteret er ved at være fuldt udbygget. Efter nogle år med butikslukninger er nye butikker skudt op i 2017 og 2018 på Græsted Hovedgade og Centervejen.

## Kulturliv
Hvert år afholdes veterantræf og kræmmermarked i Græsted med op til 20.000 deltagere fra ind- og udland. Ved Græsted Veterantræf fremvises over 300 unikke virksomme veteranmaskiner og der er en festivalplads med tivoli samt Skandinaviens sidste dødsdrom. Ligeledes kører veterantog fra Græsted station. Mad og drikke serveres af frivillige iklædt tøj fra gamle dage.
Græsted Revyen har spillet mange år på Græsted Kro fra 1869. Efter revyen i 2008 lukkede Græsted Kro og revyen flyttede i 2009 til Asminderød Kro ved Fredensborg. Efter to år genopstod både Græsted Revyen og Græsted Kro.
Øst for byen ligger Nordsjællands Fuglepark med sjældne fuglearter.
I 1992 åbnede Nordsjællands Sommerpark med et areal på 32 ha. Her var både vandland med rutsjebaner og en lang række forlystelser. I 2001 gik parken konkurs. Man har siden forsøgt at omdanne den til et ridecenter.

## Folk
- Statsminister Lars Løkke Rasmussen født 1964 boede med sin familie i Græsted fra 1992 til 2012 og igen fra 2019 til nu.
- Hjemstavnsforfatteren Georg Nordkild har skrevet "Kulsvierblod" 1929 og "Hvad gavner det et menneske" fra 1950
- Humorist og radiostjerne i 1930'erne, Jens Larsen, kaldet Larsen Græsted.
- Generaldirektør i World Meterological Organization 1980 til 1984, Aksel Wiin-Nielsen.
- Biskop over Lolland-Falsters Stift fra 1969 til 1996. Thorkild Græsholdt.
- Skuespiller Hans Henrik Bærentsen har lagt stemme til Rasmus Radiomus og medvirket i mange af Wikke og Rasmussens produktioner.
- Tidligere trommeslager i Shu-bi-dua, Bosse Hall Christensen (født Gunnar) er født i Græsted.